# 레몬 커드
레몬 커드(영어: lemon curd)는 레몬을 넣어 만든 과일 커드이다. 후식 스프레드로, 티타임 때 잼 대신 먹거나, 케이크, 페이스트리, 타르트 등에 소로 넣는다.

## 만들기
레몬의 즙과 제스트를 달걀 노른자와 설탕 등과 함께 저으며 익혀 만든다.